# Estadi Nàutic d'Anvers
L'Estadi Nàutic d'Anvers va ser la seu dels esports aquàtics, salts, natació i waterpolo, dels Jocs Olímpics d'Anvers de 1920.
Aquesta va ser la primera seu construïda expressament pels esports aquàtics en uns Jocs Olímpics d'estiu.